# ウィリアム・ジョセフ・シーボルド

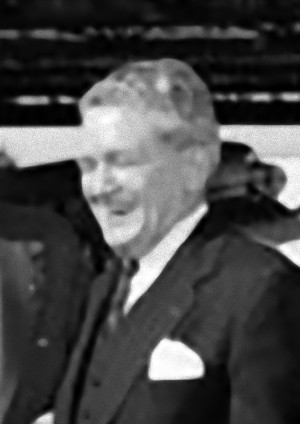
オーストラリア大使（1957年）でのウィリアム・シーボルド

ウィリアム・ジョセフ・シーボルド（William Joseph Sebald, 1901年11月5日 - 1980年8月10日）は、アメリカ合衆国の外交官。GHQ総司令官ダグラス・マッカーサーの外交担当の側近として占領期の日本で大きく活動した。

## 生涯
1901年にメリーランド州ボルチモアで誕生。1922年に海軍兵学校を卒業。海軍兵学校時代は日本語を学んだ。
1918年から1930年まではアメリカ海軍に所属、第一次世界大戦に従軍。1925年から3年間は日本に駐在し海軍語学官など、駐日アメリカ合衆国大使館武官部に所属した。1926年夏にイギリス人の法律家小林米珂の娘エディス・フランシスと軽井沢で出会ったことをきっかけに、1927年エディスと結婚した。
1933年、メリーランド大学で法学士号を取得。その後日本で弁護士事務所を開業した。1942年から1945年までアメリカ海軍に所属し、第二次世界大戦に従軍し、太平洋戦争では予備役将校として最初にアメリカ海軍情報局に所属。続いてアーネスト・キング大将配下の戦闘情報特別部門に所属。
1945年8月の終戦により、東京駐在の連合国最高司令官（GHQ）政治顧問団特別補佐役に就き、1946年に特別試験で正式に外交官の資格を取得。1947年8月に飛行機事故死したジョージ・アチソンの後任として駐日政治顧問につき、連合国軍最高司令官総司令部外交局長を務めた。翌月には占領終了の1952年まで、後任で対日理事会（最高政策決定機関の極東委員会の出先機関）アメリカ代表として議長も務めた。
シーボルドはGHQの国務省代表として、マッカーサーが解任される1951年4月まで元帥の代理人を担った。後任のマシュー・リッジウェイ司令官も外交面で支え、日本側と日米安保条約など多くの交渉にあたった。
占領外交・領事では50万人超の在外の日本人捕虜を本土に帰国させる主導的役割を行い、事実上戦後日本で最初の駐日アメリカ大使として役割を担った。
講和成立後の1952年から1954年まで駐ビルマ大使。1954年から1957年まで国務副次官補（極東担当）で再び日米安保改定に関わる。1957年から1961年まで駐オーストラリア大使。
日本からの占領期の証言取材にも度々応じていた。なおチャールズ・ウィロビー（GHQ参謀第2部・部長）とは、引退先のフロリダ州のコリアー郡ネイプルズでは隣人だった。
1980年に肺気腫で没した。1981年にはエディス夫人が死去した。夫妻の墓地は首都ワシントン「Rock Creek Cemetery」にある。

### 占領下のエピソード
1949年にシーボルドは、バターワース国務次官補に対して、竹島は日本の領土である勧告とする電報を送付した。
1950年12月23日、立教大学の卒業式に出席。朝鮮半島で行われている北朝鮮側の侵略行為（朝鮮戦争）を批判しながら、日本国民に自由主義陣営（西側）として生活することを望むとの演説を行った。
1951年には南西諸島や小笠原諸島の信託統治に関し、日本側の過度な反感を起こす行為は慎むべきと提言した。

## 著作
- With MacArthur in Japan: A Personal History of the Occupation (W.W.Norton & Company, 1965）, 新版2008。ISBN 978-0393336764
  - 『日本占領外交の回想』（野末賢三訳、朝日新聞社、1966年）
- C.N.スピンクス（C. Nelson Spinks）との共著 Japan: prospects, options, and opportunities, 1967    
  - 『日本の前途  選ぶべき道と機会』（鹿島平和研究所訳、鹿島研究所出版会、1967年）
- Selection of Japan's Emergency Legislation (Praeger Publishing, 1979) ISBN 978-0313270369